# Consistentie (dataopslag)
Consistentie is een van de aspecten van datakwaliteit. Het gaat om de mate waarin losse datapunten op een gelijke wijze worden opgeslagen. Het omvat twee verwante, maar te onderscheiden begrippen, namelijk semantische consistentie en syntactische consistentie. 

## Syntactische consistentie
Syntactische consistentie gaat erom dat gelijke items op een zelfde manier worden opgeslagen. Dit is anders dan syntactische correctheid, waarbij het erom gaat dat het beschreven datamodel wordt gevolgd. Syntactische consistentie gaat enkel om de onderlinge verhouding. Dit werkt bijvoorbeeld bij deze postcodes:
1234AB
5678CD
9801DE
zijn syntactisch consistent. Wanneer deze data inconsistent zou worden opgeslagen resulteert dit in:
1234AB
5678cd
9801/DE

## Semantische consistentie
Semantische consistentie betreft dat data inhoudelijk (semantisch) hetzelfde betekent. Dit zou voor kunnen komen bij een administratie waar het veld 'Voornaam' wordt gebruikt bij klanten. Voor personen is dit daadwerkelijk de voornaam van de persoon, maar wanneer er ook bedrijven onder de klantenkring zijn, en het veld 'Voornaam' wordt gebruikt voor het bedrijf, dan is dit niet meer semantisch consistent. Voor menselijke klanten kan je een mail sturen met 'Beste Mark', maar voor bedrijven beginnen met 'Beste Wikimedia Nederland'; dat is vreemd.